# Ponta de Dolgaya
A ponta de Dolgaya (em russo:  До́лгая коса, transl. Dólgaya kosa) é um cordão arenoso no mar de Azov localizado na península de Eysk, krai de Krasnodar, Rússia. Tem um comprimento de 17 km e largura de cerca de 500 m e separa o golfo de Taganrog do mar de Azov. A vila de Doljanskaya está localizada no início da ponta e desde 2011 recebe o festival A-ZOV. É uma área protegida desde 1988.